# Garde côtière barbadienne
La Barbados Coast Guard (la Garde côtière barbadienne) est la division maritime de la Barbados Defence Force. Ses responsabilités sont de patrouiller les eaux territoriales de la Barbade, d'interdire le trafic de drogues ainsi que l'aide humanitaire et le sauvetage. 
La Barbados Coast Guard est basée sur le HMBS Pelican à Bridgetown. Elle consiste en une petite flotte dont le navire amiral est le HMBS Trident. Les navires de la Barbados Coast Guard sont appelés HMBS qui signifie « Her Majesty's Barbadian Ship » (navire barbadien de Sa Majesté). La division maritime de la Royal Barbados Police Force (en) (la Force de police royale de Barbade) est co-située avec la Barbados Coast Guard. De plus, la base de la garde côtière est également l'hôte des Barbados Cadet Corps Sea Cadets (les cadets maritimes du Corps de cadet de Barbade), l'unité maritime du Barbados Cadet Corps (le Corps de cadet de Barbade).

## Annexe